# Hermacha iricolor
Hermacha iricolor is een spinnensoort in de taxonomische indeling van de bruine klapdeurspinnen (Nemesiidae).
Hermacha iricolor werd in 1923 beschreven door Mello-Leitão.